# 3239 Meizhou
A 3239 Meizhou (ideiglenes jelöléssel 1978 UJ2) a Naprendszer kisbolygóövében található aszteroida. A Bíbor-hegyi Obszervatórium fedezte fel 1978. október 29-én.